# Arthur Hugh Garfit Alston
Arthur Hugh Garfit Alston (Lincolnshire, 4 de setembro de 1902 – Barcelona, 17 de março de 1958) foi um botânico britânico.

## Biografia
Alston obteve seu bacharelato em 1924 em Oxford, época em que entrou como assistente de curador no herbário dos Jardins Botânicos Reais de Kew. Dirigiu o jardim botânico de Peradeniya no Ceilão de 1925 a 1930. Tornou-se membro da Sociedade Linneana de Londres em 1927.
Alston tornou-se assistente-chefe do Museu Britânico em 1930 onde especializou-se sobre as Pteridophytas , particularmente aquelas do gênero Selaginella. Fez várias viagens de herborisação ao Ceilão, para a América Central (1938 a 1939) e para a Indonésia (1953 a 1954). Presidiu a "British Pteridological Society" de 1947 a 1958.
Publicou um suplemento da obra Flora of Ceylon de Henry Trimen (1843-1896) em 1931. Também foi autor de Kandy Flora (1938) e Ferns and Fern-allies of West Tropical Africa (1959). Dirigiu a revista British Fern Gazette de 1937 a 1949.
As suas coleções estão conservadas no Museu Britânico e também no Museu do País de Gales.